# Грађански рат: Сваком царству дође крај
Грађански рат: Сваком царству дође крај (енгл. Civil War) је дистопијско-акциони филм из 2024. године, режисера и сценаристе Алекса Гарланда. Главне улоге у филму тумаче Кирстен Данст, Кејли Спејни, Вагнер Моура, Стивен Макинли Хендерсон и Ник Оферман. Радња прати тим новинара који путују из Њујорка у Вашингтон током грађанског рата који се води широм Сједињених Америчких Држава између ауторитарне савезне владе и неколико сецесионистичких регионалних фракција, да интервјуишу председника пре него што побуњеници заузму престоницу.
Снимање филма је почело 2022. у Атланти, а продукција се преселила у Лондон наредне године. Филм је премијерно приказан на фестивалу South By Southwest у Остину 14. марта 2024, док је у америчким и британским биоскопима објављен 12. априла исте године. Са буџетом од 50 милиона долара, Грађански рат: Сваком царству дође крај је најскупљи филм продукцијске куће A24. Наишао је на углавном позитивне рецензије критичара и зарадио преко 126 милиона долара широм света.

## Радња
Грађански рат је захватио Сједињене Америчке Државе. Сецесионистички покрети боре се против ауторитарне савезне владе, коју предводи председник у трећем мандату. Упркос томе што председник тврди да је победа неминовна, увелико се очекује да ће Вашингтон заузети „Западне снаге” које предводе Тексас и Калифорнија. Након што су преживели самоубилачки бомбашки напад у Њујорку, изнурена ратна фотографкиња Ли Смит и њен колега Џоел састају се са својим ментором Семијем како би разговарали о свом плану да интервјуишу изолованог председника. Док покушава да их одврати од одласка у престоницу, Семи им се придружује како би стигао на линију фронта у Шарлотсвилу у Вирџинији. Следећег јутра, Ли открива да је Џоел дозволио младој фоторепортерки коју је сусрела током бомбардовања, Џеси Кален, да им се придружи.
Након напуштања града, група се зауставља на бензинској пумпи на коју пазе наоружани људи. Џеси истражује оближњу ауто-перионицу, где проналази људе како муче двојицу наводних пљачкаша. Један од чувара прати Џеси, али Ли ублажава ситуацију фотографисањем човека који позира са својим жртвама. Касније, Џеси грди себе зато што се превише уплашила да би фотографисала.
Након што су се зауставили преко ноћи у близини текућих борби, група документује борбу следећег дана док сецесионистички милиционисти успешно нападају зграду коју држе лојалисти. Ли препознаје Џесин потенцијал као ратног фотографа и почиње да је подучава, док Џеси фотографише сецесионисте како погубљују заробљенике. Група проводи ноћ у избегличком кампу пре него што прође кроз мали град где, под будном стражом, мештани покушавају да живе игноришући рат.
Касније су ухваћени у снајперској борби усред остатака божићног вашара. Снајперисти у близини исмевају Џоелово питање за коју се страну боре или против кога, уместо тога описујући ситуацију као „убиј оне који покушавају да убију тебе”. Џесини нерви и вештине фотографисања се побољшавају како постаје све мање осетљива на насиље. Џеси пита Ли да ли би је фотографисала ако би била убијена, на шта Ли одговара потврдно.
Док се возе, њих четворо наилазе на двојицу познатих новинара из Хонгконга, Тонија и Бохаија. Тони и Џеси мењају возила пре него што Бохаи оде напред са Џеси у свом ауту. Остали их сустижу и проналазе их на нишану непознате униформисане милиције која сахрањује цивиле у масовну гробницу. Семи остаје по страни док остало троје прилазе у покушају да преговарају о ослобађању својих пријатеља, али вођа милиције погубљује и Бохаија и Тонија јер нису „Американци”. Остале спашава Семи након што је њиховим теренцем налетео на припаднике милиције, али је при томе смртно рањен.
Трауматизовани, преостало троје стижу у базу Западних снага код Шарлотсвила и откривају да се већина преосталих лојалиста предала, остављајући Вашингтон небрањеним, с изузетком фанатичних остатака оружаних снага и тајне службе. Џоел пијан критикује оно што сматра Семијевом бесмисленом смрћу, док Ли покушава да утеши Џеси да је Семи хтео да умре на задатку. Ли налази да не може да документује Семијеву смрт, након чега брише фотографију његовог леша.
Трио се придружује Западним снагама док нападају Вашингтон, где Џеси више пута угрожава свој живот током борбе како би направила фотографије, док се Ли суочава са умором од борбе. Када Западне снаге пробију утврђени периметар Беле куће, председничка лимузина покушава да побегне, али је брзо пресретнута и путници у њој су убијени. Схватајући да је то било одвлачење пажње, трио новинара креће ка Белој кући са петоро војника Западних снага.
Напредујући кроз углавном напуштену зграду, неуспели покушај неколико преосталих агената тајне службе, који још увек чувају председника, да преговарају о његовој предаји и безбедном пролазу претвара се у ватрену окршај. Џеси ступа на линију ватре приликом фотографисања; Ли гине у покушају да је заштити, а Џеси снима њену погибију. Џеси без емоција наставља у Овалну собу, гледајући како војници извлаче председника испод његовог стола и спремају се да га погубе по кратком поступку. Џоел их на тренутак зауставља да би добио цитат од председника, који одговара: „Не дозволи им да ме убију”. Задовољан одговором, Џоел више не омета војнике, док Џеси фотографише насмејане војнике Западних снага како позирају са председниковим лешом.

## Улоге
| Глумац                   | Улога                       |
| ------------------------ | --------------------------- |
| Кирстен Данст            | Ли Смит                     |
| Вагнер Моура             | Џоел                        |
| Кејли Спејни             | Џеси Кален                  |
| Стивен Макинли Хендерсон | Семи                        |
| Соноја Мизуно            | Ања                         |
| Џеферсон Вајт            | Дејв                        |
| Нелсон Ли                | Тони                        |
| Еван Лај                 | Бохаи                       |
| Хуани Фелиз              | Џој Батлер                  |
| Ник Оферман              | председник САД              |
| Едмунд Донован           | Еди                         |
| Џеси Племонс             | војник са црвеним наочарима |